# Ernst Edelhoff
Ernst Edelhoff (13 de Outubro de 1917) foi um comandante de U-Boot que serviu na Kriegsmarine durante a Segunda Guerra Mundial.

## Carreira
Ernst Edelhoff iniciou a sua carreira militar na marinha alemã no ano de 1936, assumindo o comando do U-324 no dia 5 de abril de 1944.

### Primeira Patrulha de Guerra
Saiu em sua primeira patrulha de guerra em direção ao Atlântico Norte juntamente com o U-776, mas abortou a missão devido a problemas no motor quando ainda estava em águas norueguesas, terminando a sua patrulha em Bergen no dia 30 de março de 1945. Se rendeu em Bergen, Noruega, no dia 9 de maio de 1945.

### Patentes
| Offiziersanwärter    | 3 de abril de 1936     |
| Seekadett            | 10 de setembro de 1936 |
| Fähnrich zur See     | 1 de maio de 1937      |
| Oberfähnrich zur See | 1 de julho de 1938     |
| Leutnant zur See     | 1 de outubro de 1938   |
| Oberleutnant zur See | 1 de julho de 1943     |

### Condecorações
| Cruz de Ferro 2ª Classe | 25 de setembro de 1941 |

### Patrulhas
|       | U-Boot | Partida             | Partida | Chegada             | Chegada | Dias    | Toneladas |
| ----- | ------ | ------------------- | ------- | ------------------- | ------- | ------- | --------- |
|       | U-324  | 6 de março de 1945  | Kiel    | 16 de março de 1945 | Horten  | 11 dias |           |
| 1     | U-324  | 22 de março de 1945 | Horten  | 30 de março de 1945 | Bergen  | 9 dias  |           |
| Total | Total  | Total               | Total   | Total               | Total   | 9 dias  |           |